# لويس أرتور بيرالتا
لويس أرتور بيرالتا (بالإسبانية: Luis Peralta)‏ هو لاعب كرة قدم كولومبي في مركز الهجوم، ولد في 30 يوليو 1992 في Fonseca, La Guajira ‏ في كولومبيا. لعب مع جيمناسيا لابلاتا وديبورتيس توليما.

## وصلات خارجية
- لويس أرتور بيرالتا على موقع قاعدة بيانات كرة القدم.إي يو (الإنجليزية)
- لويس أرتور بيرالتا على موقع Soccerway.com (الإنجليزية)
- لويس أرتور بيرالتا على موقع عالم كرة القدم.نت (الإنجليزية)
- لويس أرتور بيرالتا على موقع AS.com (الإسبانية)